# Listă de conducători de stat în anii 580 î.Hr.
Listă de conducători de stat în anii 580 î.Hr.

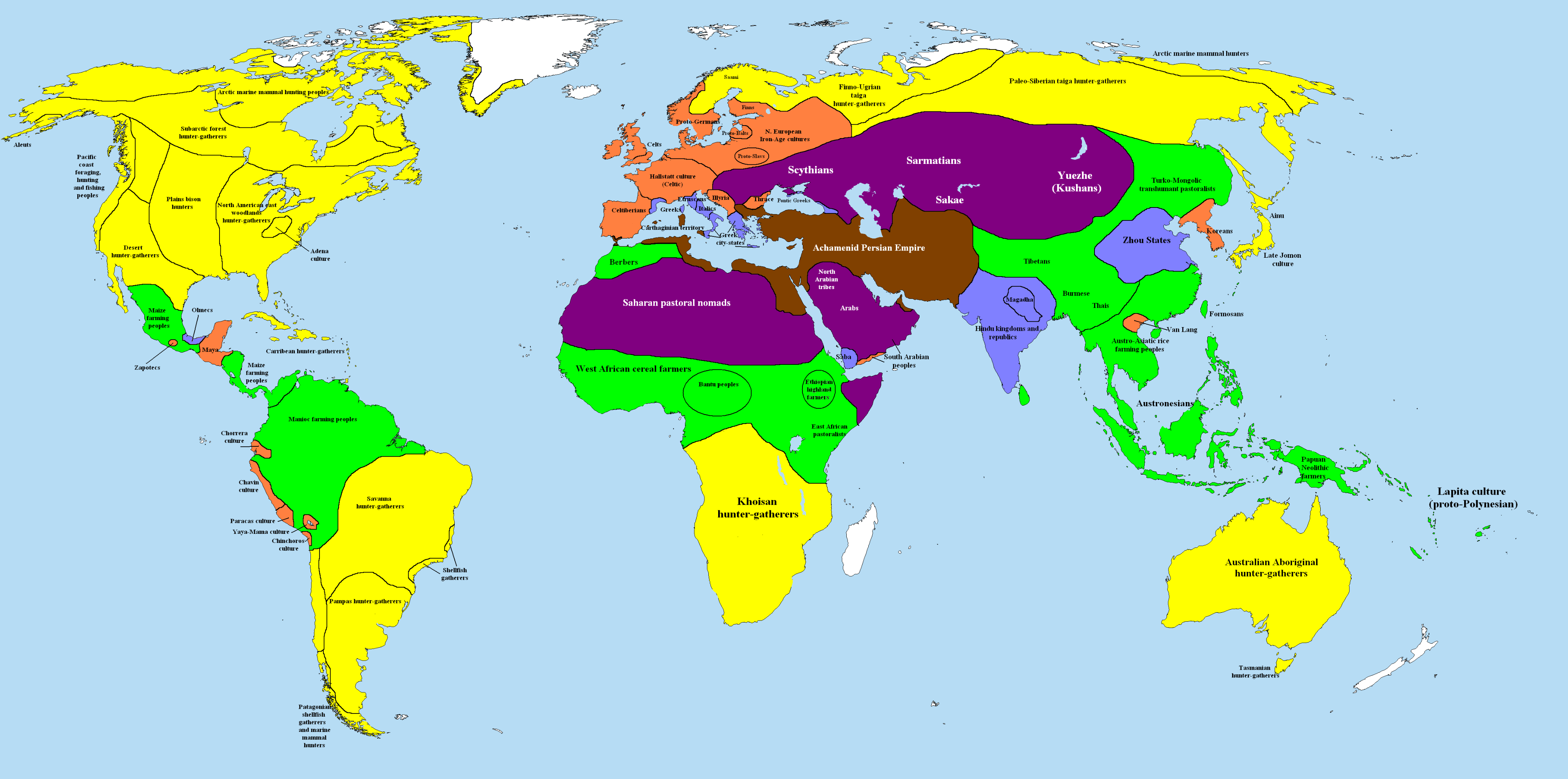
Harta lumii în anii 500 î.Hr..

## Africa
- Cirene, o colonie greacă antică

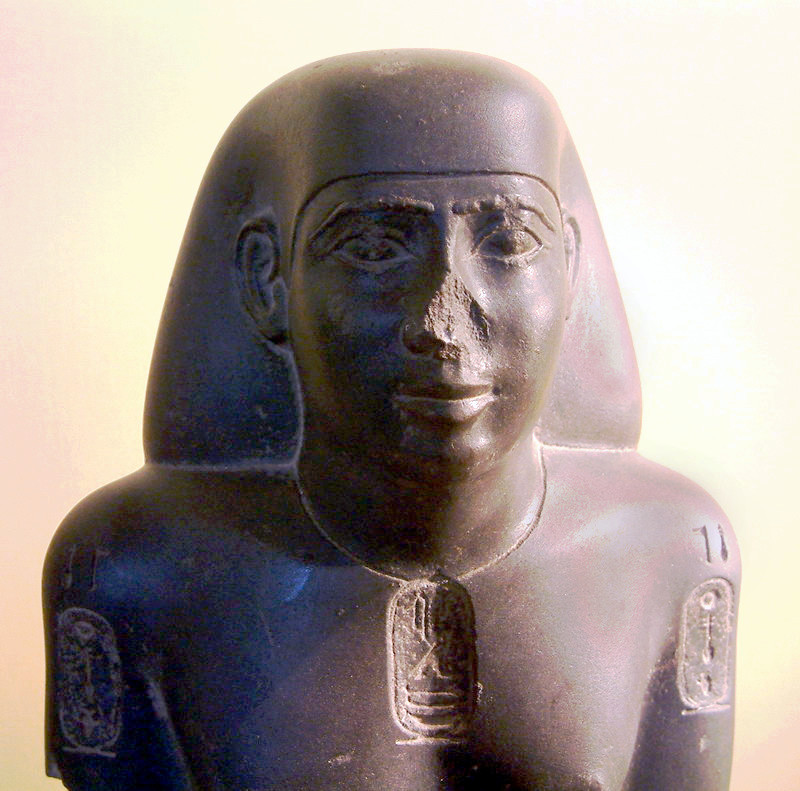
Psammetichus al II-lea

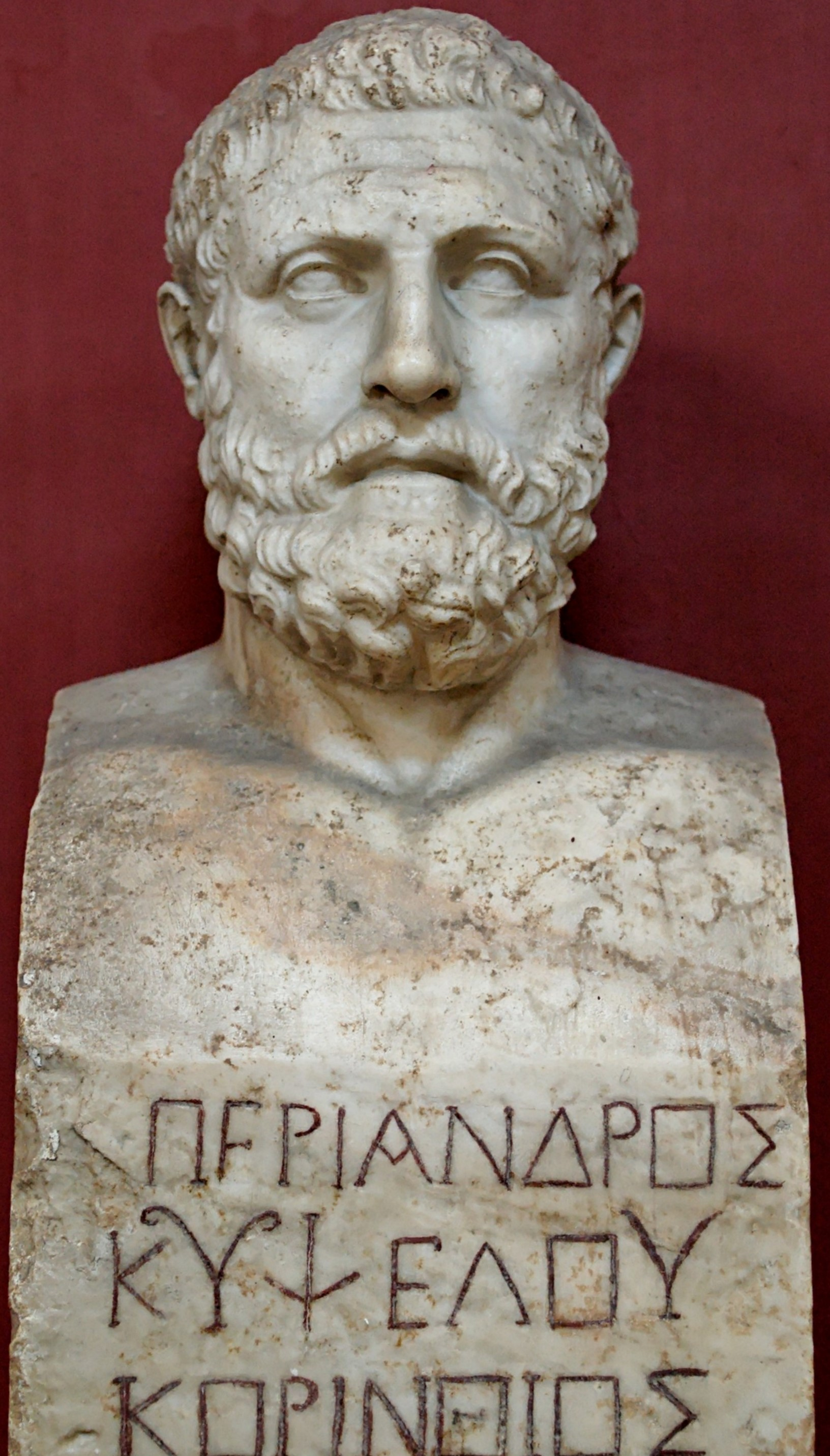
Periander, tirantul Corintului

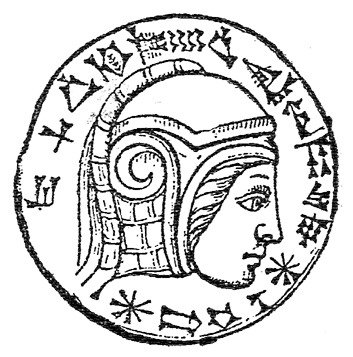
O gravură în interiorul unei pietre din onix în forma de ochi dintr-o statuie Marduk reprezentând pe Nabucodonosor al II-lea

  - Arcesilaus, Rege în Cyrene (600 î.Hr. – 583 î.Hr.)
  - Battus al II-lea, Rege în Cyrene (583 î.Hr. – 560 î.Hr.)
- Egipt (Dinastia a XXVI-a)
  - Psamtik al II-lea, Faraon al Egiptului (595 î.Hr. – 589 î.Hr.)
  - Wahibre, Faraon al Egiptului (589 î.Hr. – 570 î.Hr.)

## Asia
- China (Dinastia Zhou)
  - Ding de Zhou, Rege al Chinei (606 î.Hr. – 586 î.Hr.)
  - Jian de Zhou, Rege al Chinei (585 î.Hr. – 572 î.Hr.)
- Japonia (legendari)
  - Jimmu, Împărat al Japoniei (cca. 660 î.Hr. – c. 585 î.Hr.)
  - Suizei, Împărat al Japoniei (581 î.Hr. – 549 î.Hr.)
- Lidia
  - Alyattes al II-lea, Rege al Lidiei (617 î.Hr. – 560 î.Hr.)

## Europa
- Atena
  - Simon, Archon al Atenei (591 î.Hr. – 590 î.Hr.)
  - Anarchy (590 î.Hr. – 589 î.Hr.)
  - Phormion, Archon al Atenei (589 î.Hr. – 588 î.Hr.)
  - Philippus, Archon de Atena (588 î.Hr. – 587 î.Hr.)
  - Unknown (587 î.Hr. – 586 î.Hr.)
  - Anarchy (586 î.Hr. – 585 î.Hr.)
  - Unknown (585 î.Hr. – 582 î.Hr.)
  - Damasias, Archon al Atenei (582 î.Hr. – 580 î.Hr.)
- Corint
  - Periander, tirantul Corintului (627 î.Hr. – 585 î.Hr.)
- Irlanda (legendari)
  - Cobthach Cóel Breg, Mare Rege al Irlandei (592 î.Hr. – 542 î.Hr.)
- Macedonia
  - Aeropus I, Regele Macedoniei (602 î.Hr. – 576 î.Hr.)
- Roma
  - Lucius Tarquinius Priscus, Rege roman (616 î.Hr. – 579 î.Hr.)
- Sparta (Dinastia Agiad)
  - Eurycratides, rege în Sparta (c. 615 î.Hr. – c. 590 î.Hr.)
  - Lindius, rege în Sparta (c. 590 î.Hr. – 560 î.Hr.)

## Asia Mică
- Babilon (Dinastia a unsprezecea)
  - Nabucodonosor al II-lea, rege al Babilonului (605 î.Hr. – 562 î.Hr.)
- Regatul Iuda
  - Zedekiah, rege (597 î.Hr. – 586 î.Hr.)
- Imperiul Medeean
  - Cyaxares, Rege în Medeea (625 î.Hr. – 585 î.Hr.)
  - Astyages, Rege în Medeea (589 î.Hr. – 549 î.Hr.)
- Urartu (în Armenia antică)
  - Rusa al IV-lea, Rege în Urartu (598 î.Hr. – 585 î.Hr.)